# Ceramius lusitanicus
Ceramius lusitanicus är en stekelart som beskrevs av Johann Christoph Friedrich Klug 1824. Ceramius lusitanicus ingår i släktet Ceramius och familjen Masaridae. Inga underarter finns listade.